# 大麥克漢堡

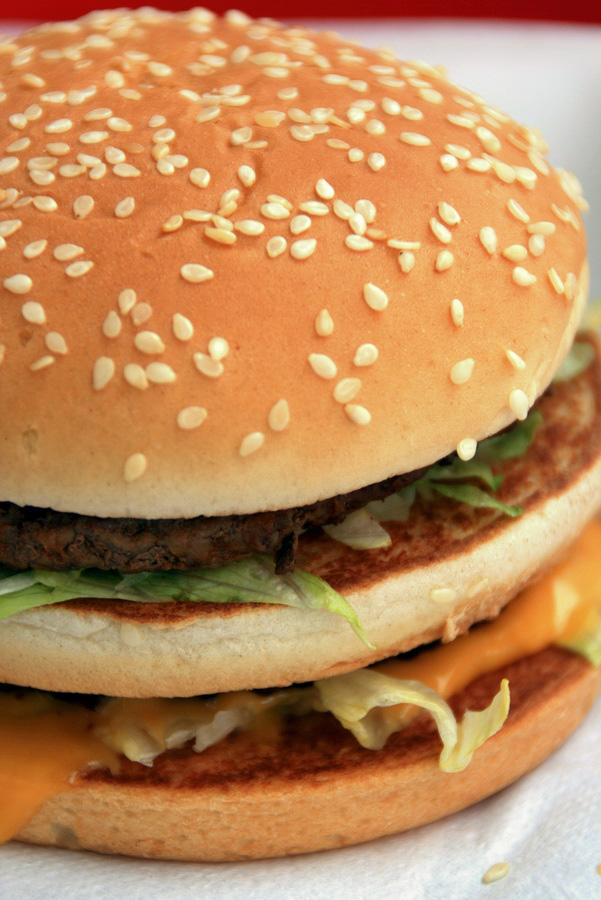
大麥克漢堡

巨无霸（英語：Big Mac) ，為知名速食連鎖店麥當勞的主要產品之一，該產品由麥當勞特許經營商吉姆·德利加蒂在1965年於賓州尤寧敦（Uniontown）開店時所發明，1968年起開始在全美國發售。該漢堡產品以上下兩層（或上中下三層）麵包夾住牛肉、起司、酸黃瓜、洋蔥、少量生菜、獨特醬料等七種食材，除了早餐外，於該餐廳全天供應。

## 特色
大麥克漢堡因有獨特酸甜多變口感，並以兩片牛肉為號召，因此長期成為麥當勞主打產品。與其他麥當勞產品相同，除了單買外，也可合併飲料等附餐成為套餐。麥當勞曾推出號稱有15層，包含四片牛肉的無敵大麥克漢堡。
除了少數地方因為宗教理由將牛肉改為其他肉類（例如：印度把牛肉改為炸雞排）外，大麥克漢堡的製作與供應在全球麥當勞餐廳大同小異，不過價格則因各地消費情況不同而有所差異。例如：美國為3.54美元，香港為2.13美元（時間2013年2月12日），中國大陸為2.27美元（時間2013年2月12日），台湾為2.34美元（新臺幣72元，匯率以30.8計算，時間2019年1月15日）。但有随运营时间，重量和配料逐渐缩水的情况发生。嚴重的地區，其漢堡更是較其他產品來得細小，辜負其「大」的名義。
根據此特點，經濟學甚至延伸出大麥克漢堡指數來反應各地金融及物價狀況。

## 營養成分
| 國家/地區 | 卡路里 | 碳水化合物 | 蛋白質 | 脂肪   | 食物纤維 | 鈉      | 重量  | 外部連結               |
| --------- | ------ | ---------- | ------ | ------ | -------- | ------- | ----- | ---------------------- |
|           | 493    | 35.1 g     | 25.1 g | 26.9 g | -        | 0.958 g | -     | （页面存档备份，存于） |
| 马来西亚  | 538    | 50.1 g     | 26 g   | 26 g   | -        | 1.058 g | 213 g | （页面存档备份，存于） |
| 法國      | 510    | 41 g       | 27 g   | 26 g   | -        | 0.862 g | -     | （页面存档备份，存于） |
| 英国      | 490    | 41 g       | 28 g   | 24 g   | 4 g      | 0.823 g | -     | （页面存档备份，存于） |
| 土耳其    | 480    | 43 g       | 28 g   | -      | -        | 0.840 g | -     |                        |
| 丹麦      | 497    | 43 g       | 27.1 g | 24.1 g | -        | -       | 219 g | .dk                    |
| 中国大陆  | 491    | 42.6 g     | 26 g   | 23.6 g | -        | 0.809 g | -     | （页面存档备份，存于） |
| 德国      | 495    | 40 g       | 27 g   | 25 g   | -        | 0.901 g | -     | （页面存档备份，存于） |
| 香港      | 497    | 43.1 g     | 26.4 g | 24.2 g | -        | 0.801 g | -     | [ ]                    |
| 加拿大    | 540    | 44 g       | 24 g   | 29 g   | 3 g      | 1.02 g  | 209 g | （页面存档备份，存于） |
| 臺灣      | 530    | 45 g       | 27 g   | 26 g   | -        | 0.890 g | -     | （页面存档备份，存于） |
|           | 510    | -          | 26 g   | -      | -        | 1.02 g  | 213 g |                        |
| 日本      | 557    | 45.2 g     | 25.5 g | 30.5 g | 2.6 g    | 1.097 g | 225 g | （页面存档备份，存于） |
| 美国      | 550    | 46 g       | 25 g   | 29 g   | 3 g      | 0.97 g  | 215 g | （页面存档备份，存于） |
| 印度      | -      | -          | -      | -      | -        | -       | -     | -                      |
| 墨西哥    | 486    | 45 g       | 22 g   | 24 g   | 3 g      | 0.891 g | -     | [ 永久 ]               |

  暫時無法查證現有資料

## 廣告語
「Two all beef patties, special sauce, lettuce, cheese, pickles, onions on a sesame seed bun」是大麥克漢堡的一则注册广告语，在1975年首次使用，这句广告语所提到的内容是麦当劳巨无霸所用到的食材。在之后的20多年里仍然被大家广泛传颂，甚至会出现在一些麦当劳非正式的场合中。儘管给这个短语加上了适当的标点以示停顿，但在广告中则被视为一个单词很快速的被念出来。
2003年，麦当劳公司再次在快餐产品领域展开一场广告标语创意竞赛。在名为"i'm lovin' it"(我就喜欢)的英语广告标语竞赛中，这则广告语被以快速说唱的音乐形式出现在竞赛的背景音乐中，同样在2003年美国圣诞节期间发行了一款以圣诞作为装饰的巨无霸汉堡且会发出声音的圣诞贺卡，打开贺卡会弹出一个巨无霸汉堡并且发出以上廣告語的响声。
这句广告的中文译本更像是一首七言打油诗。
香港版本：
|  | 双层牛肉巨无霸， 酱汁洋葱夹青瓜， 生菜加芝麻， 人人食到笑哈哈。 |

大陸版本（港版的詞彙改為普通話詞彙）：
|  | 双层牛肉， 酱汁洋葱夹青瓜， 吉士生菜加芝麻， 人人吃过笑哈哈。 |

除此，在台灣也有類似廣告口號。
台灣版本：
|  | 雙層純牛肉， 獨特醬料加生菜， 吉士洋蔥酸黃瓜， 芝麻麵包蓋上去， 好吃過癮麥香堡。 |

由於臺灣的麥當勞在2005年時將麥香堡更名為大麥克，在2013年版的廣告將最後一句改成了「我就是愛大麥克」。

### 麦当劳其他类似广告
另一则广告，与此类似，是关于板烧鸡腿堡的：
|  | 超级无敌嫩滑多汁 板烧喷香大块鸡腿 爽口生菜密致酱料 芝麻面包松软长型 的特级板烧鸡腿堡 |

这个广告也被当作一个连起来的长单词连起来读，而且句子也很整齐。

## 軼事
2007年，巨无霸博物馆在匹兹堡郊外开幕，博物馆展出了巨无霸的历史以及在流行文化中的地位，也成为当地排名第一的景点（TripAdvisor, 2018）。
2015年，瑞典举行了一场巨无霸时尚秀，以巨无霸为元素定制了一整套成衣。
2018年，日本推出巨无霸与优衣库以及G-Shock的联名产品。
2018年，巨无霸诞生50年，麦当劳推出纪念币MacCoin。这是首款以食物作为信用支撑的收藏币。
烏拉圭的麥當勞曾以蘇亞雷斯在2014年世界盃足球賽咬人的行為向他推廣大麥克。